# 이언 러시
이언 제임스 러시(영어: Ian James Rush, MBE, 1961년 10월 20일 ~ )는 영국 웨일스의 前 축구 선수로, 포지션은 공격수였다. 잉글랜드의 축구 클럽인 리버풀 FC의 1980년대와 1990년대를 대표하는 축구 선수 가운데 한 사람으로 여겨진다.
어린 시절 리버풀과 라이벌 관계에 있는 클럽인 에버턴의 팬이었으며, 리버풀 소속 시절 머지사이드 더비에서 에버턴을 상대로 통산 25득점을 기록한 선수이기도 하다.

## 클럽 경력
1979년 체스터 시티 소속으로 데뷔했으며 1980년 잉글랜드의 리버풀 FC와 30만 파운드의 이적료로 계약을 맺고 이적했다. 1980년부터 1987년까지 리버풀 소속으로 있는 동안 팀의 풋볼 리그 1부 4회 우승과 FA컵 1회 우승, 풋볼 리그 컵 4회 우승, FA 채러티 실드 3회 우승에 공헌했으며 케니 달글리시, 그레이엄 수네스, 브루스 그로벨라르와 함께 리버풀의 황금 시대를 이룩했다.
1983년 PFA 올해의 젊은 선수로 선정되었으며 1983-84 시즌에서 32득점을 기록하면서 리그 득점왕에 올랐다. 1984년 유러피언 골든슈를 수상했으며 같은 해에 리버풀의 유러피언컵 우승을 이끈 공로를 인정받아 PFA 선수들이 뽑은 올해의 선수와 FWA 올해의 축구 선수로 선정되는 영예를 안았다. 1987년 이탈리아의 유벤투스로 이적했지만 29경기에 출전하면서 7득점을 기록할 정도로 기대와는 달리 좋지 않은 활약을 보였고 결국 한 시즌만에 리버풀로 복귀하게 된다.
리버풀 소속으로 다시 뛰는 동안 팀의 풋볼 리그 1부 1회 우승과 FA컵 2회 우승, 풋볼 리그 컵 1회 우승, FA 커뮤니티 실드 2회 우승에 공헌했고 1996년 리즈 유나이티드로 이적했다. 그 후 뉴캐슬 유나이티드와 셰필드 유나이티드, 렉섬으로 이적했고 2000년 시드니 올림픽을 끝으로 현역에서 은퇴하였다.
2003년 제라르 울리에가 감독을 맡고 있던 리버풀에서 스트라이커 코치를 맡았으며, 2004년 8월 당시 풋볼 리그 2부에서 활동하고 있던 체스터 시티의 감독으로 취임했지만 2005년 4월 6일 사임했다.
2006년 잉글랜드 축구 명예의 전당에 헌정되었다.

## 국가대표팀 경력
1980년 5월 21일에 열린 스코틀랜드와의 경기에서 데뷔했으며 1996년까지 웨일스 축구 국가대표팀에서 뛰는 동안 73경기에 출전하면서 28득점을 기록했다. 참고로 그가 세운 대표팀 출전 기록은 웨일스 축구 국가대표팀 최다 출전 기록으로 남아 있다.
1991년 6월 5일에 열린 독일과의 UEFA 유로 1992 예선 경기에서 결승골을 터뜨리기도 했지만 웨일스는 독일에 승점 1점 차로(독일은 승점 10점, 웨일스는 승점 9점을 기록했음) 본선 진출 티켓을 넘겨주고 만다. 그가 대표팀에서 뛰는 동안 웨일스는 1982년 FIFA 월드컵과 UEFA 유로 1984, 1986년 FIFA 월드컵과 UEFA 유로 1988, 1990년 FIFA 월드컵과 UEFA 유로 1992, 1994년 FIFA 월드컵 예선에서 모두 탈락했다.
클럽에서 뛰어난 활약을 보여주었음에도 불구하고 정작 국가대표팀에서는 단 한 차례도 메이저 대회 본선에 출전하지 못한 비운의 축구 선수 가운데 한 사람으로 여겨진다.

## 수상 경력

### 클럽

#### 리버풀
- 풋볼 리그 1부: 1981–82, 1982–83, 1983–84, 1985–86, 1989–90
- FA컵: 1985-86, 1988-89, 1991-92
- 풋볼 리그 컵: 1980-81, 1981-82, 1982-83, 1983-84, 1994-95
- 풋볼 리그 슈퍼컵 : 1985-86
- FA 채리티 실드: 1982, 1986, 1989, 1990
- 유러피언컵: 1980-81, 1983-84

### 개인
- PFA 올해의 선수: 1983-84
- PFA 올해의 영플레이어: 1982-83
- PFA 올해의 팀: 1982-83, 1983-84, 1984-85, 1986-87, 1990-91
- FWA 올해의 축구 선수: 1983-84
- 풋볼 리그 1부 득점왕: 1983-84
- BBC 올해의 운동선수 : 1984
- PFA 세기의 팀 : 2007
- 유러피언 골든슈: 1983-84
- FAI 공로상 : 2010
- 대영 제국 훈장 5등급(MBE) 수훈: 1996[1]